# Lizzano in Belvedere
Lizzano in Belvedere (emilián nyelven Liżàn) település Olaszországban, Emilia-Romagna régióban, Bologna megyében. Lakosainak száma 2152 fő (2023. január 1.). Lizzano in Belvedere Fanano, Montese, Pistoia, San Marcello Piteglio, Sestola, Gaggio Montano és Alto Reno Terme községekkel határos.

## Népesség
A település lakossága az elmúlt években az alábbi módon változott:
| Lakosok száma | 2203 | 2191 | 2152 |
|               | 2017 | 2018 | 2023 |